# Scilla ledienii
Scilla ledienii är en sparrisväxtart som beskrevs av Adolf Engler. Scilla ledienii ingår i släktet blåstjärnesläktet, och familjen sparrisväxter. Inga underarter finns listade i Catalogue of Life.